# Charles Payot (Eishockeyspieler)
Joseph Calixte „Charles“ Payot (* 21. April 1901 in Verrayes, Italien; † unbekannt) war ein französischer Eishockeyspieler.

## Karriere
Payot nahm für die französische Eishockeynationalmannschaft an den Olympischen Winterspielen 1924 in Chamonix und 1928 in St. Moritz teil. Auf Vereinsebene spielte er für den Chamonix Hockey Club. Mit diesem gewann er in der Saison 1922/23 den französischen Meistertitel.

## Erfolge und Auszeichnungen
- 1923 Französischer Meister mit dem Chamonix Hockey Club